# Declínio populacional
Declínio populacional ou infrapopulação pode se referir ao declínio da população de qualquer organismo, mas este artigo refere-se ao declínio da população de seres humanos. É um termo geralmente utilizado para descrever qualquer grande redução na população humana. Pode ser usado para se referir a tendências demográficas de longo prazo, como na decadência urbana ou no êxodo rural, mas é também habitualmente utilizado para descrever grandes reduções populacionais devido à violência, doenças ou outras catástrofes.